# سونيا إراسموس
سونيا إراسموس هي متسابقة بياثل كندية، ولدت في 13 سبتمبر 1984.

## وصلات خارجية
- سونيا إراسموس على موقع IBU (الإنجليزية)